# Metarranthis septentrionaria
Metarranthis septentrionaria är en fjärilsart som beskrevs av Barnes och Mcdunnough 1916. Metarranthis septentrionaria ingår i släktet Metarranthis och familjen mätare. Inga underarter finns listade i Catalogue of Life.